# Perdita davidsoni
Perdita davidsoni är en biart som beskrevs av Timberlake 1964. Perdita davidsoni ingår i släktet Perdita och familjen grävbin. Inga underarter finns listade i Catalogue of Life.